# Aylax minor
Aylax minor är en stekelart som beskrevs av Hartig 1840. Aylax minor ingår i släktet Aylax, och familjen gallsteklar. Arten är reproducerande i Sverige.